# El Mas Isaac
El Mas Isac – miejscowość w Hiszpanii, w Katalonii, w prowincji Girona, w comarce Alt Empordà, w gminie Palau-saverdera.
Według danych INE z 2005 roku miejscowość zamieszkiwały 203 osoby.